# Frouard
Frouard [fʁuaʁ] ist eine französische Gemeinde mit 6480 Einwohnern (1. Januar 2022) im Département Meurthe-et-Moselle in der Region Grand Est (bis 2015 Lothringen). Sie ist Mitglied des 1995 gegründeten Gemeindeverbandes Bassin de Pompey.

## Geografie
Frouard liegt zehn Kilometer nördlich von Nancy am Zusammenfluss von Mosel und Meurthe. Es ist ein bedeutender Binnenhafen und Knotenpunkt für die Eisenbahn und die Binnenwasserstraßen. Eine Straßenbrücke und eine Eisenbahnbrücke führen nach Pompey am gegenüberliegenden Flussufer. Ein paar hundert Meter oberhalb liegen die Moselschleuse und die Staustufe Frouard-Pompey. Die beiden Orte führen seit 1974 eine Gemeindepartnerschaft mit Lohmar bei Köln.

## Bevölkerungsentwicklung
| Jahr      | 1962 | 1968 | 1975 | 1982 | 1990 | 1999 | 2007 | 2019 |
| Einwohner | 6916 | 7419 | 7061 | 7589 | 7274 | 6999 | 6660 | 6584 |

## Sehenswürdigkeiten

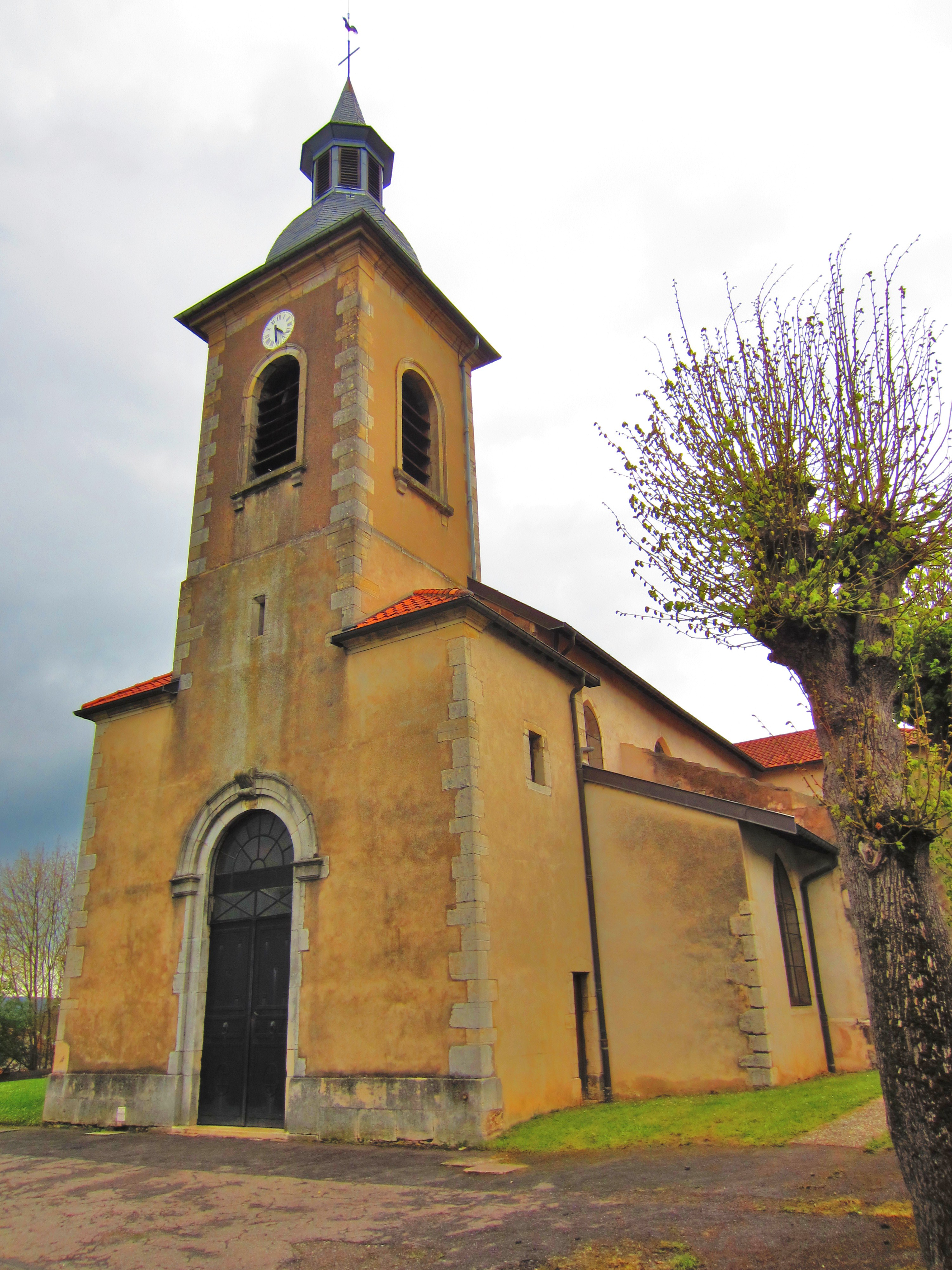
Kirche Saint-Jean-Baptiste

- Kirche Saint-Jean-Baptiste, Monument historique[2]